# Romeu Ribeiro
Romeu Oliveira Ribeiro (Vieira do Minho, 13 de janeiro, 1989) é um futebolista de Portugal joga actualmente na equipa principal do Marítimo.
No SL Benfica teve uma passagem de sucesso pela equipa de juniores, no início da época 2007/2008 teve a sua estreia pela equipa principal no jogo contra o CFR Cluj da Roménia.
Romeu Ribeiro é natural do concelho de Vieira do Minho, distrito de Braga.
Começou a sua carreira futebolistica no clube local Vieira Sport Club, evoluindo mais tarde no Sporting Clube de Braga, sendo mais tarde contratado pelo Sport Lisboa e Benfica.
Durante as épocas 2007/2008 e 2008/2009 representou o Clube Desportivo das Aves, por empréstimo do Benfica. No início da época 2009/2010 foi cedido a título de empréstimo ao Clube Desportivo Trofense.
Em Junho de 2010 terminou contrato com o SL Benfica

## Títulos
Nenhum